# Jean Revel (écrivain)
Pour les articles homonymes, voir Revel et Jean Revel.
Ne pas confondre avec le maire de Caen Paul Toutain
Jean Revel, nom de plume de Paul Toutain, né le 22 septembre 1848 à Conteville (Eure), où il est mort le 4 mai 1925, est un écrivain français.

## Biographie

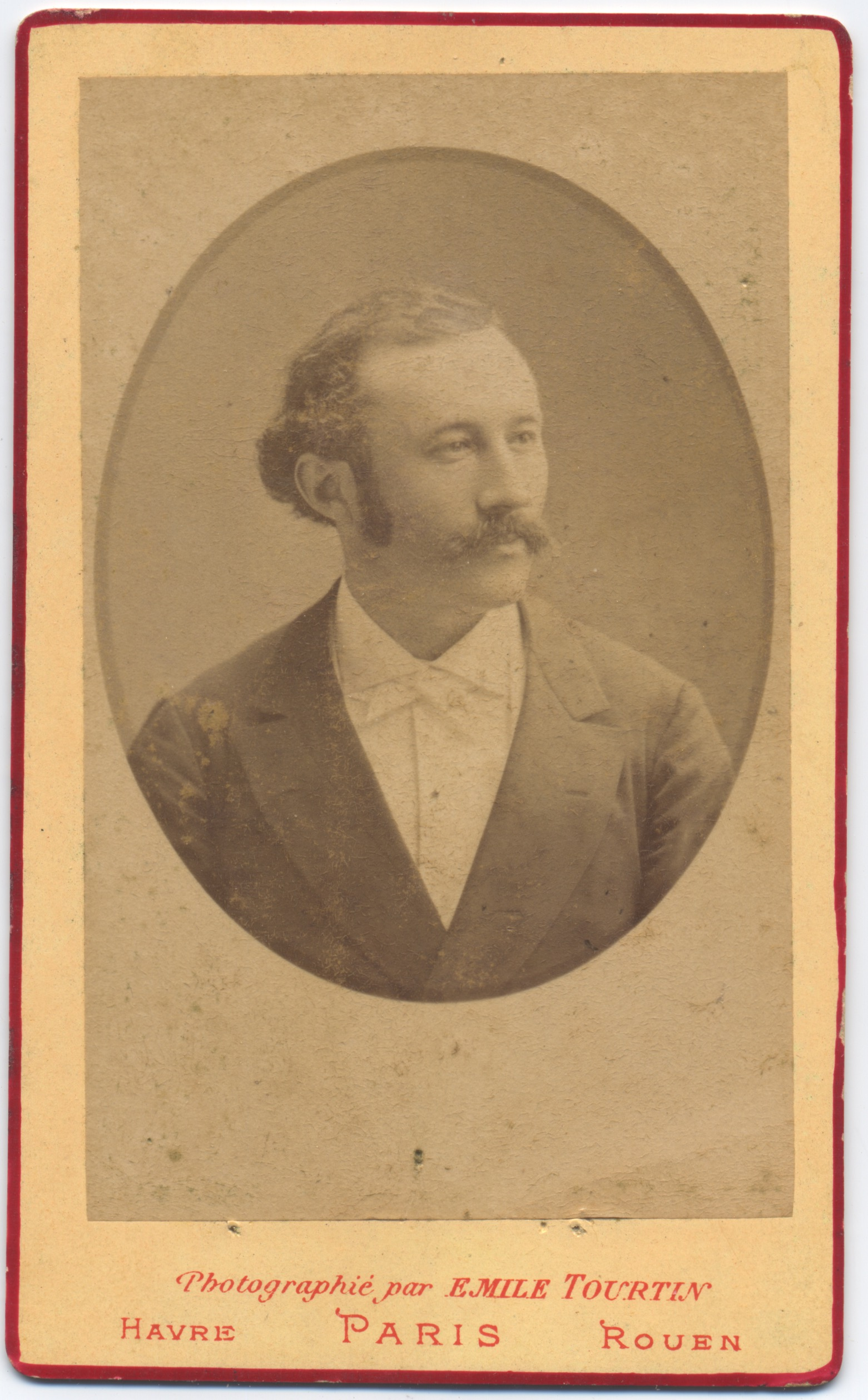
Photographie de Jean Revel vers 1875 par Émile Tourtin.

Paul Toutain écrivait sous pseudonyme la nuit. Il avait la charge d’une étude notariale à Rouen durant la journée, la plupart des Rouennais ignoraient sa double personnalité. Il est le notaire et l'ami de François Depeaux.
Fondateur de l'École de notariat de Rouen en 1893, il présida la Chambre des notaires de Rouen entre 1902 et 1904. En 1880, il est membre de la Société de géographie. En mai 1895, il est nommé président de la Société normande de géographie.
En 1905, il demeure au no 17 quai de la Bourse à Rouen.
Ses obsèques sont célébrées à Conteville et il est inhumé au cimetière monumental de Rouen,.

## La présence de la guerre de 1870 dans la littérature normande
Tout comme son confrère normand, Guy de Maupassant, Revel a dépeint la vie quotidienne de la Normandie pendant la guerre franco-prussienne de 1870. Ces deux auteurs normands n’ont certes pas eu le même destin littéraire, mais appartiennent tous les deux à la « génération de 1870 ». Ils se caractérisent par leur vision proche de la nature, de la guerre : ils cherchent à décrire la guerre telle qu’elle est, telle qu'eux l’ont connue, sans toutefois raconter de souvenirs personnels. Il n’y a pas de message politique dans ces écrits littéraires.
Jean Revel s'attache à l'univers des « petits ». Il décrit le soldat français typique de 1870, le « moblot », comme joyeux et insouciant, faisant preuve de bravoure joviale, d’ingéniosité cocasse et bon enfant.
Sergent dans un bataillon de mobiles, sous les ordres du général Saussier, Paul Toutain s'illustra personnellement pendant le conflit franco-prussien, en participant volontairement à la bataille des Moulineaux–Château–Robert, qui se déroula entre le 24 décembre 1870 et le 3 janvier 1871, aux abords de la ville de Rouen.

## Publications
Les récits consacrés à la guerre sont regroupés dans deux ouvrages : 
- Contes Normands, paru en 1901, Paris, Éditions Fasquelle, 1901, 328 p. ;
- Récits vécus, paru seulement en 1921, Rouen, Éditions H. Defontaine, 1921, 247 p.

Autres titres
- Une Exécution (1890) ;
- Les Hôtes de l'estuaire (1905), chez Charpentier ;
- Rustres (réédition : 2006), Éditions La Découvrance ;
- Terriens (1906 ; réédition : 2006), Éditions La Découvrance.

## Récompenses et distinctions

### Décorations
- Chevalier de l'ordre de Saint-Olaf
- Officier du Nichan Iftikhar
- Officier de l'Instruction publique
- Chevalier de la Légion d'honneur (5 août 1907)[5]

## Hommages et réception critique
- Honfleur et Rouen ont donné son nom à des rues en son honneur. Un monument à sa mémoire par Robert Delandre a été érigé dans le square Verdrel à Rouen.

« Nous tenons Jean Revel pour un écrivain de grande race, pour un penseur profond, pénétrant et subtil, pour un observateur extraordinaire et un délicieux poète naturiste[réf. nécessaire]. »
— J.-H. Rosny aîné
.